# Главное управление администрации и хозяйства СС
Главное управление администрации и хозяйства СС (нем. Hauptamt Verwaltung und Wirtschaft; HAVW), одно из центральных управлений СС, занимавшееся административными, хозяйственными и финансовыми делами СС.

## История
Создано 20 апреля 1939 года путём переформирования Главного бюджетно-строительного управления СС. Во главе ХАФВ все время существования стоял Освальд Поль, в руках которого было сосредоточено руководство всеми хозяйственными, административными и финансовыми делами СС. В то же время из ведения О. Поля были изъяты вопросы хозяйства концлагерей, где безраздельно властвовал Теодор Эйке. 31 января — 1 февраля 1942 года Главное управление администрации и хозяйства СС было преобразовано в Главное административно-хозяйственное управление СС.

## Структура
Главное управление администрации и хозяйства СС имело следующую структуру:
- Начальник: группенфюрер СС Освальд Поль
  - Адъютант: оберштурмфюрер СС Карл Гейнц Паульсен
  - Начальник штаба: гауптштурмфюрер СС Шмидт

- Главный отдел права: гауптштурмфюрер СС д р Курт Шмидт Клевенов
- Главный отдел кадров: унтерштурмфюрер СС Фриц Энгельке
- Главный отдел W (вопросы промышленности) д р Ганс Хохберг

- Управление III A, начальник: штурмбаннфюрер СС д р Вальтер Зальпетер
  - Главный отдел III A 1 («Deutsche Erd und Stalwerke GmbH»)
  - Главный отдел III A 2 (зарубежные операции)
  - Главный отдел III A 3 («Gem. Wohnung und Heimstatten GmbH»)
  - Главный отдел III A 4 («Ostdeutsche Baustoffwerke GmbH»)

- Управление III B, начальник: оберфюрер СС Карл Мёккель
  - Главный отдел III В 1 (минеральные ресурсы)
  - Главный отдел III В 2 (фарфоровые заводы)
  - Главный отдел III В 3 (патенты)

- Управление III С, начальник: оберштурмбаннфюрер СС Герхард Маурер
  - Главный отдел III С 1 («Bildverlag GmbH»)
  - Главный отдел III С 2 («Nordland Verlag GmbH»)
  - Главный отдел III С 3 («Deutsche Ausrustungsw. GmbH»)

- Управление III D, начальник: штурмбаннфюрер СС Генрих Фогель
  - Главный отдел III D 1 (сельское хозяйство)
  - Главный отдел III D 2 (лесная промышленность)
  - Главный отдел III D 3 (обрабатывающие предприятия)

- Управление по специальным вопросам, начальник: штурмбаннфюрер СС Хорст Клейн
  - Главный отдел H S 1 (охрана памятников культуры)
  - Главный отдел H S 2 (увековечение памяти короля Генриха)
  - Главный отдел H S 3 (строительство учреждений культуры)
  - Главный отдел H S 4 (строительство).